# Pawnee, Oklahoma
Pawnee är administrativ huvudort i Pawnee County i Oklahoma. Enligt 2010 års folkräkning hade Pawnee 2 196 invånare.

## Kända personer från Pawnee
- Chester Gould, serieskapare